# Costești (Rîșcani)
Costești è una città della Moldavia situata nel distretto di Rîșcani di 4.109 abitanti al censimento del 2004 dei quali 2.247 risiedono nella località principale e costituiscono la popolazione urbana della città

## Località
Il comune è formato dall'insieme delle seguenti località (popolazione 2004):
- Costești (2.247 abitanti)
- Dămășcani (361 abitanti)
- Duruitoarea (379 abitanti)
- Păscăuți (950 abitanti)
- Proscureni (172 abitanti)